# Oostdijk (Hollande-Méridionale)
Pour les articles homonymes, voir Oostdijk.
Oostdijk est un hameau dans la commune néerlandaise de Goeree-Overflakkee, dans la province de la Hollande-Méridionale.
Oostdijk est situé dans la partie occidentale de l'île de Goeree-Overflakkee.